# Bertrange (Lussemburgo)
Bertrange (in lussemburghese: Bartreng, in tedesco: Bartringen) è un comune del Lussemburgo sud-occidentale. Fa parte del cantone di Lussemburgo, nel distretto di Lussemburgo. Si trova ad ovest della capitale.
Nel 2005, la città di Bertrange, capoluogo del comune che si trova nella parte nord-orientale del suo territorio, aveva una popolazione di 5 724 abitanti.